# (73825) 1995 YQ1
(73825) 1995 YQ1 – planetoida z pasa głównego asteroid okrążająca Słońce w ciągu 4,17 lat w średniej odległości 2,59 j.a. Odkryta 22 grudnia 1995 roku.